# Лами, Александра
Алекса́ндра Поле́тт Мати́льда Лами́ (фр. Alexandra Paulette Mathilde Lamy; 14 октября 1971, Вилькрен, Валь-де-Марн, Франция) — французская актриса

, сценаристка, кинопродюсер и певица

.

## Биография
Александра Полетт Матильда Лами родилась 14 октября 1971 года в Вилькрене (департамент Валь-де-Марн, Франция). У Александры есть младшая сестра — актриса Одри Лэми (род.1981).

## Карьера
Александра снимается в кино с 1995 года.
Также Лами является сценаристом, кинопродюсером и певицей.
В 2011 году награждена орденом «За заслуги».

## Личная жизнь
В 1995—2003 годы Александра состояла в фактическом браке с актёром Тома Жуанне. У бывшей пары есть дочь — Клоэ Жуанне (род. в октябре 1997).
В 2009—2014 годы Александра была замужем за актёром Жаном Дюжарденом.

## Фильмография
| Год  |   | Русское название | Оригинальное название | Роль            |
| ---- | - | ---------------- | --------------------- | --------------- |
| 2005 | ф | Плюшевый синдром | L'Antidote            | Элизабет Фреоли |
| 2009 | ф | Рики             | Ricky                 | Кэти            |
| 2012 | ф | Право на «лево»  | Les Infidèles         | Лиза            |
| 2018 | ф | Попробуй подкати | Tout le monde debout  | Флоранс         |